# Дом И. И. Игнатовича
Дом И. И. Игнатовича — историческое здание в Опочке, Псковская область. Расположено на углу улиц Ленина и Некрасова (бывших Великолуцкой и Блонтовской), современный адрес — улица Ленина, 60. Объект культурного наследия России регионального значения.

## История
Построен во второй половине XIX века, владельцем был И. И. Игнатович — опочецкий уездный врач. В 1919 году в здании находился Опочецкий отдел социального обеспечения.
Во время оккупации Опочки немецко-фашистскими войсками в 1941—1944 годах в здании располагалась городская комендатура.
После войны здание было продано Опочецкому педучилищу и в нём до 1990-х годов было общежитие. В 1990-х годах директор Опочецкого краеведческого музея обращался к властям с просьбой передать пустующее помещение под музей, но безрезультатно. В 2017 году здание вместе с земельным участком было выставлено на продажу. По состоянию на 2020 год здание нежилое, в аварийном состоянии.

## Описание
Здание двухэтажное деревянное, прямоугольное в плане (слегка вытянуто по оси восток – запад). С южной (дворовой) стороны к нему примыкает двухэтажная пристройки (уборные). Главным фасадом здание обращено на улицу Ленина (бывшая Великолучкая). Главный (северный) фасад имеет симметричную композицию, подчёркнутую аттиком над центральной частью и лопатками, фланкирующими центральную часть. Первоначально в центральной части главного фасада располагался балкон (утрачен), с выходом через балконную дверь в среднем из трёх арочных проёмов.
Материал — сруб из брёвен, затёсанных с внутренней стороны, наружная отделка – обшивка широкой профилированной доской. Здание имеет четырёхскатную вальмовую крышу над основным объёмом и двухскатную (со щипцовым фронтоном над южной стеной) над пристройкой; тип перекрытий – плоские по деревянным балкам.
На фасадах сохранились фрагменты резного деревянного декора: угловые лопатки; полочки-сандрики над окнами второго этажа и фигурные филёнки в прямоугольной раме под окнами второго этажа на всех фасадах, кроме дворового; фигурные кронштейны, являвшиеся элементами развитого дощатого карниза над центральной частью главного фасада; резной орнаментальный глухой подзор в верхней части аттика на главном фасаде; резной зубчатый подзор карниза над фронтоном пристройки. Главный вход первоначально располагался с восточной стороны (утрачен). К западной стене дома примыкает деревянное крыльцо. В главном зале первого этажа сохранилась трапециевидная угловая голландская печь. К дому примыкают трёхчастные кирпичные ворота с калиткой, с сохранившимися подставами петель.